# Michel Van Dousselaere
Michel Van Dousselaere (Gent, 27 februari 1948 – Amsterdam, 26 juli 2021) was een Vlaams acteur en regisseur.
Zijn bekendste rollen zijn die van commissaris Roger De Kee in Aspe en Leo Deschryver in Het goddelijke monster. Hij speelde ook gastrollen in onder meer Terug naar Oosterdonk en Wittekerke.
In 2014 werd bij hem afasie vastgesteld. Hij woonde met zijn vrouw Irma zijn laatste jaren in Amsterdam. Hij overleed in 2021 aan de gevolgen van zijn ziekte.

## Televisieseries
- Beschuldigde sta op (1980) - als burgerlijke partij
- Geschiedenis mijner jeugd (1983)
- Het leven een bries (1984)
- Postbus X (1990)
- Op leven en dood (1991)
- Niet voor publikatie (1994) - als Martin
- Ons geluk (1995) - als Frank Rottiers
- Unit 13 (1997) - als manager de Waal
- Terug naar Oosterdonk (1997) - als Walter Bolle
- Wittekerke (1998) - als Jimmy Carrol
- Abeltje (1998) - als popcornverkoper
- Toen was geluk heel gewoon (1999) - als Belgische grenswachter
- Abeltje (2000) - als popcornverkoper
- Spike (2000)
- Kijk eens op de doos (2002)
- Meiden van De Wit (2003) - als Milo
- De vloek van Vlimovost (2004)
- Aspe (2004-2014) - als commissaris Roger De Kee
- Grijpstra & De Gier (2005) - als Bareskov
- Stellenbosch (2007) - als restauranthouder
- Witse (2008) - als François Goossens
- De Troon (2010) - als aartsbisschop
- Het goddelijke monster (2011) - als Leo Deschryver
- De Elfenheuvel (2011-2013) - als koning Zirkos
- Van God Los (2012) - als Fred Klever
- Vermist (2012) - als Jos Peeters
- De Vijfhoek (2012) - als Norbert Dewulf
- De Ridder (2012) - als procureur-generaal Herman de Laet
- Danni Lowinski (2012-2013) - als Roman Lowinski
- Zone Stad (2013) - als Robert Taelman
- De zonen van Van As (2014) - als schepen Daniël De Boeck
- Vriendinnen (2015) - als Cyriel Vercammen
- Amigo's (2015) - als Jules
- Rupel (2019) - als vader Raymaekers

## Film
- Verbrande Brug (1975) - als sponsor
- Zaman (1983) - als inspecteur
- 't Bolleken (1988) - als Taghon
- De drie beste dingen in het leven (1992) - als Jawek Vitebsk
- Centaur Blues (1993)
- Antonia (1995) - als smid
- Marie Antoinette is niet dood (1996) - als keizer
- Abeltje (1998) - als popcornverkoper
- The Crossing (1999) - als Maurits
- Babs (2000) - Juan Carlos
- The Runner (2000)
- Terrorama! (2001) - als Gerard van Dongen
- Diep (2005) - als Onno
- Vleugels (2006) - als Bernard
- Nadine (2007) - als vader van Nadine
- Finale (2008) - als finalist
- Alle richtingen (2009) - als Armand
- Zot van A. (2010) - als Jean Collier
- Isabelle (2011) - als Peer
- Groenten uit Balen (2011) - als bompa Debruycker
- Tot altijd (2012) - als Roger
- K3 Bengeltjes (2012) - als opperengel Manuel
- Historium Brugge (2012) - als Pierro di Bicci
- Brabançonne (2014) - als Byl
- Hoe Tem je een Draak 2 (2014) - Drago (stem)
- Spoetnik (2015) - als Gilles

## Documentaires
Echtgenote Irma Wijsman, in het dagelijks leven coach, zag een gangbare verzorging niet zitten. Ze vroeg daarop een viertal vrijwilligers haar te ondersteunen bij de laatste levensfase van haar man. Nadat haar man gecremeerd was, trok Wijsman, hond en het viertal richting Spanje om de as van haar man daar de verstrooien. Ze maakte er de documentaire Michel en de handen op zijn huid over. Al tijdens het ziekteproces had Wijsman de documentaire Michel, Acteur verliest de woorden gemaakt (2018)